# Lista odcinków serialu Rezydenci
Poniżej znajduje się lista odcinków serialu telewizyjnego Rezydenci (serial telewizyjny) – emitowanego przez amerykańską stację telewizyjną FOX od 21 stycznia 2018 roku. W Polsce jest emitowany od 4 września 2018 roku przez Fox Polska.
| Sezon | Odcinki | Oryginalna emisja w FOX | Oryginalna emisja w FOX | Oryginalna emisja w Fox Polska | Oryginalna emisja w Fox Polska | Oryginalna emisja w Fox Polska |
| Sezon | Odcinki | Premiera sezonu         | Finał sezonu            | Premiera sezonu                | Finał sezonu                   |                                |
| ----- | ------- | ----------------------- | ----------------------- | ------------------------------ | ------------------------------ | ------------------------------ |
| 1     | 14      | 21 stycznia 2018        | 14 maja 2018            | 4 września 2018                | 4 grudnia 2018                 |                                |
| 2     | 23      | 24 września 2018        | 6 maja 2019             | 11 grudnia 2018                | 14 maja 2019                   |                                |
| 3     | 20      | 24 września 2019        | 7 kwietnia 2020         | 20 listopada 2019              | 6 maja 2020                    |                                |

## Sezon 1 (2018)
| Nr | #  | Tytuł                                                | Reżyseria       | Scenariusz                                              | Premiera w FOX   | Premiera w Fox Polska |
| -- | -- | ---------------------------------------------------- | --------------- | ------------------------------------------------------- | ---------------- | --------------------- |
| 1  | 1  | Pierwszy dzień stażu Pilot                           | Phillip Noyce   | Amy Holden Jones, Hayley Schore, Roshan Sethi           | 21 stycznia 2018 | 4 września 2018       |
| 2  | 2  | Dzień niepodległości Independence Day                | Phillip Noyce   | Amy Holden Jones                                        | 22 stycznia 2018 | 11 września 2018      |
| 3  | 3  | Towarzysze broni Comrades in Arms                    | Rob Corn        | Andrew Chapman                                          | 29 stycznia 2018 | 18 września 2018      |
| 4  | 4  | Kryzys tożsamości Identity Crisis                    | Bill D'Elia     | Elizabeth J.B. Klaviter                                 | 5 lutego 2018    | 25 września 2018      |
| 5  | 5  | Mądrzejsi już nie będziemy None the Wiser            | James Roday     | Todd Harthan, Tianna Majumdar-Langham, Chris Bessounian | 26 lutego 2018   | 2 października 2018   |
| 6  | 6  | Bez względu na koszty No Matter the Cost             | David Rodriguez | Nkechi Okoro Carroll                                    | 5 marca 2018     | 9 października 2018   |
| 7  | 7  | Ucieczka kochanków The Elopement                     | Rob Corn        | Kevin Falls                                             | 12 marca 2018    | 16 października 2018  |
| 8  | 8  | Sprawa rodzinna Family Affair                        | Thomas Carter   | Kevin Falls, Nkechi Okoro Carroll, Zachary Lutsky       | 19 marca 2018    | 23 października 2018  |
| 9  | 9  | Utracona miłość Lost Love                            | Bronwen Hughes  | Amy Holden Jones                                        | 26 marca 2018    | 30 października 2018  |
| 10 | 10 | Prześladowana Haunted                                | David Crabtree  | Andrew Chapman                                          | 16 kwietnia 2018 | 6 listopada 2018      |
| 11 | 11 | Wykiwane pielęgniarki And the Nurses Get Screwed     | Liz Allen       | Elizabeth J.B. Klaviter, Peter Chen                     | 23 kwietnia 2018 | 13 listopada 2018     |
| 12 | 12 | Brutalne przebudzenia Rude Awakenings and the Raptor | James Roday     | Michael Notarile                                        | 30 kwietnia 2018 | 20 listopada 2018     |
| 13 | 13 | Uciekaj doktorku Run, Doctor, Run                    | James Roday     | Todd Harthan, Tianna Majumdar-Langham, Chris Bessounian | 7 maja 2018      | 27 listopada 2018     |
| 14 | 14 | Całkowite zaćmienie serca Total Eclipse of the Heart | Rob Corn        | Amy Holden Jones, Andrew Chapman                        | 14 maja 2018     | 4 grudnia 2018        |

## Sezon 2 (2018-2019)
| Nr | #  | Tytuł                                                 | Reżyseria             | Scenariusz                                                  | Premiera w FOX       | Premiera w Fox Polska |
| -- | -- | ----------------------------------------------------- | --------------------- | ----------------------------------------------------------- | -------------------- | --------------------- |
| 15 | 1  | 00:42:30                                              | Rob Corn              | Todd Harthan, Elizabeth J.B. Klaviter                       | 24 września 2018     | 11 grudnia 2018       |
| 16 | 2  | Książę i żebrak The Prince & The Pauper               | Nicole Rubio          | Amy Holden Jones, Andrew Chapman                            | 1 października 2018  | 18 grudnia 2018       |
| 17 | 3  | Trzy słowa Three Words                                | Paul McCrane          | Marqui Jackson                                              | 8 października 2018  | 25 grudnia 2018       |
| 18 | 4  | Najwyższy czas About Time                             | Geary McLeod          | Marc Halsey                                                 | 15 października 2018 | 1 stycznia 2019       |
| 19 | 5  | Bakteria The Germ                                     | Jann Turner           | Jen Klein, Elizabeth J.B. Klaviter                          | 22 października 2018 | 8 stycznia 2019       |
| 20 | 6  | Metodą prób i błędów Nightmares                       | David Crabtree        | Todd Harthan, Andrew Chapman                                | 29 października 2018 | 15 stycznia 2019      |
| 21 | 7  | Metodą prób i błędów Trial & Error                    | Rob Greenlea          | Chris Bessounian, Tianna Majumdar-Langham                   | 5 listopada 2018     | 22 stycznia 2019      |
| 22 | 8  | Serce w pudełku Heart in a Box                        | James Whitmore Jr.    | Marqui Jackson, Joshua Troke                                | 19 listopada 2018    | 29 stycznia 2019      |
| 23 | 9  | Taniec The Dance                                      | Rob Corn              | Amy Holden Jones, Andrew Chapman                            | 26 listopada 2018    | 5 lutego 2019         |
| 24 | 10 | Po upadku After the Fall                              | Edward Ornelas        | Marc Halsey, Jen Klein                                      | 14 stycznia 2019     | 12 lutego 2019        |
| 25 | 11 | Błąd operacyjny Operator Error                        | Timothy A. Good       | Elizabeth J.B. Klaviter, Emily Pressley                     | 21 stycznia 2019     | 19 lutego 2019        |
| 26 | 12 | Strach znajdzie sposób Fear Finds a Way               | Bronwen Hughes        | Todd Harthan, Michael Notarile                              | 28 stycznia 2019     | 26 lutego 2019        |
| 27 | 13 | Prawie niemożliwe Virtually Impossible                | Valerie Weiss         | Amy Holden Jones, Eric I. Lu                                | 4 lutego 2019        | 5 marca 2019          |
| 28 | 14 | Głupoty w imię seksu Stupid Things in the Name of Sex | David Crabtree        | Jen Klein                                                   | 11 lutego 2019       | 12 marca 2019         |
| 29 | 15 | Królowe Queens                                        | John Brawley          | Jenny Deiker Restivo                                        | 18 lutego 2019       | 19 marca 2019         |
| 30 | 16 | Niepożądane zdarzenie Adverse Events                  | Bronwen Hughes        | Marc Halsey                                                 | 4 marca 2019         | 26 marca 2019         |
| 31 | 17 | Zdrada Betrayal                                       | Robert Duncan McNeill | Andrew Chapman                                              | 18 marca 2019        | 2 kwietnia 2019       |
| 32 | 18 | Kontakt alarmowy Emergency Contact                    | Satya Bhabha          | Marqui Jackson, Michael Notarile                            | 25 marca 2019        | 9 kwietnia 2019       |
| 33 | 19 | Śnieżyca Snowed In                                    | Kelli Williams        | Eric I. Lu, Daniela Lamas                                   | 1 kwietnia 2019      | 16 kwietnia 2019      |
| 34 | 20 | Jeśli nie teraz to kiedy If Not Now, When?            | Rob Corn              | Amy Holden Jones, Tianna Majumdar-Langham, Chris Bessounian | 15 kwietnia 2019     | 23 kwietnia 2019      |
| 35 | 21 | Zgodnie z zapowiedzią Stuck as Foretold               | Paul McCrane          | Jen Klein, Joshua Troke                                     | 22 kwietnia 2019     | 30 kwietnia 2019      |
| 36 | 22 | Pośrednictwo Broker and Broker                        | Jann Turner           | Todd Harthan, Elizabeth J.B. Klaviter                       | 29 kwietnia 2019     | 7 maja 2019           |
| 37 | 23 | The Unbefriended                                      | Rob Corn              | Andrew Chapman, Amy Holden Jones                            | 6 maja 2019          | 14 maja 2019          |

## Sezon 3 (2019-2020)
| Nr | #  | Tytuł                                               | Reżyseria          | Scenariusz                                               | Premiera w FOX       | Premiera w Fox Polska |
| -- | -- | --------------------------------------------------- | ------------------ | -------------------------------------------------------- | -------------------- | --------------------- |
| 38 | 1  | Z popiołów From the Ashes                           | Rob Corn           | Amy Holden Jones                                         | 24 września 2019     | 20 listopada 2019     |
| 39 | 2  | Moja krew Flesh of My Flesh                         | James Whitmore Jr. | Elizabeth J.B. Klaviter                                  | 1 października 2019  | 20 listopada 2019     |
| 40 | 3  | Święci i grzesznicy Saints & Sinners                | Paul McCrane       | Todd Harthan, Andrew Chapman                             | 8 października 2019  | 27 listopada 2019     |
| 41 | 4  | System wierzeń Belief System                        | Ti West            | Marqui Jackson                                           | 15 października 2019 | 4 grudnia 2019        |
| 42 | 5  | Słowa Choice Words                                  | Edward Ornelas     | Marc Halsey                                              | 5 listopada 2019     | 11 grudnia 2019       |
| 43 | 6  | Dzień Pielęgniarki Nurses' Day                      | Steve Robin        | Jen Klein                                                | 12 listopada 2019    | 18 grudnia 2019       |
| 44 | 7  | Ranna kobieta Woman Down                            | Kelli Williams     | Jessica Ball                                             | 19 listopada 2019    | 5 lutego 2020         |
| 45 | 8  | Kaczka po pekińsku Peking Duck Day                  | David Crabtree     | Elizabeth J.B. Klaviter & Michael Notarile               | 26 listopada 2019    | 12 lutego 2020        |
| 46 | 9  | Żądza krwi Out for Blood                            | Dawn Wilkinson     | Marc Halsey & Eric I. Lu                                 | 3 grudnia 2019       | 19 lutego 2020        |
| 47 | 10 | Sygnalista Whistleblower                            | Rob Corn           | Amy Holden Jones & Andrew Chapman                        | 17 grudnia 2019      | 26 lutego 2020        |
| 48 | 11 | Swobodne spadanie Free Fall                         | Jann Turner        | Todd Harthan, Tianna Majumdar-Langham, Chris Bessounian  | 7 stycznia 2020      | 4 marca 2020          |
| 49 | 12 | Mimo usilnych starań Best Laid Plans                | Satya Bhabha       | Jen Klein, Daniela Lamas                                 | 14 stycznia 2020     | 11 marca 2020         |
| 50 | 13 | Conrad wraca do gry How Conrad Gets His Groove Back | Julie Hébert       | Marqui Jackson, Joshua Troke                             | 7 stycznia 2020      | 18 marca 2020         |
| 51 | 14 | Pchła The Flea                                      | Rob Greenlea       | Jessica Ball, Jenny Deiker Restivo                       | 28 stycznia 2020     | 25 marca 2020         |
| 52 | 15 | Ostatnia szansa Last Shot                           | Timothy A. Good    | Marc Halsey                                              | 18 lutego 2020       | 1 kwietnia 2020       |
| 53 | 16 | Kopciuszek na opak Reverse Cinderella               | Sheelin Choksey    | Emily Pressley                                           | 3 marca 2020         | 8 kwietnia 2020       |
| 54 | 17 | Doll E. Wood                                        | Li Lu              | Eric I. Lu & Amy Holden Jones                            | 10 marca 2020        | 15 kwietnia 2020      |
| 55 | 18 | Żegnaj, Dawn So Long, Dawn Long                     | Vanessa Parise     | Andrew Chapman & Nate O'Mahoney                          | 17 marca 2020        | 22 kwietnia 2020      |
| 56 | 19 | System wsparcia Support System                      | Kelli Williams     | Marqui Jackson, Michael Notarile                         | 24 marca 2020        | 29 kwietnia 2020      |
| 57 | 20 | Niech wszystko spłonie Burn It All Down             | Edward Ornelas     | Tianna Majumdar-Langham, Chris Bessounian, Daniela Lamas | 7 kwietnia 2020      | 6 maja 2020           |